# Устюгов Олександр Сергійович
Олександр Сергійович Устюгов (нар. 17 жовтня 1976, Екібастуз, Павлодарська область, Казахська РСР, СРСР) — російський актор театр, кіно і телебачення, режисер театру і кіно, музикант. Популярність йому принесла роль Романа Шилова в телесеріалі «Ментівські війни».
Олександр також відомий за ролями в таких фільмах і серіалах, як «Двадцять вісім Панфіловців» (2016), «Вікінг» (2016), «Золота Орда» (2018), «Годунов» (2018—2019), «Краще, ніж люди» (2018—2019), «Союз порятунку» (2019), «Рикошет» (2020), «Полювання на співачку» (2020).

## Біографія
Олександр Устюгов народився 17 жовтня 1976 року в місті Екібастуз Павлодарської області Казахської РСР .
Після закінчення екібастузької середньої загальноосвітньої школи № 15 вступив до ПТУ № 18 на спеціальність «слюсар-електрик з ремонту, монтажу та демонтажу гірничого обладнання». Закінчив ПТУ з відзнакою, паралельно працюючи на вугільному розрізі «Східний».
П'ять років навчався в художній школі У С. П. Пантелєєва (1988—1993). Займався боксом в ДЮСШ «Жасыбай» (1988—1994).
Вирішив продовжити освіту в Омську, де в 1993 році вступив в Омську державну академію шляхів сполучення на спеціальність «інженер вагонобудування». Три семестри провчився там на очному відділенні, потім перевівся на заочне в зв'язку з надходженням на роботу в Омський ТЮГ освітлювачем, а потім влився і в акторську трупу театру.
У 1996 році вступив в Омський обласний коледж культури і мистецтва на курс Л. І. Михайлової. Закінчивши його, переїхав у Москву, де в 1999 році вступив у Вище театральне училище імені Б. В. Щукіна (курс Родіона Юрійовича Овчинникова).
У 2003 році, після закінчення училища, був запрошений в трупу Російського академічного молодіжного театру (РАМТ) у Москві, в якому служив по 2014 рік.
У 2014 році переїхав жити в Санкт-Петербург.
Крім театру Олександр захоплюється боксом, фотографією, мотоциклами, музикою, займається реставрацією антикварних меблів, про що розповідав у інтерв'ю, а також мріє відкрити в Санкт-Петербурзі музей виточеної російської іграшки. Крім цього, Олександр і сам створює власні колекції дерев'яних точених іграшок, які виготовляються і розписуються вручну.

### Особисте життя
У серпні 2005 року Олександр одружився з акторкою Яніною Соколовською, з якою навчався на одному курсі в театральному училищі імені Щукіна. У листопаді 2007 року у них народилася дочка Євгенія, а в 2015 році шлюб розпався.
У вересні 2015 року Олександр одружився з дочкою відомого бізнесмена — Ганною Озар, але через три місяці шлюб розпався.

## Творчість

### Фільмографія
- 2002 — Марш Турецького-3 (серія «Війна компроматів або Фабрика мрій») —  швейцар в казино
- 2003 — Повелитель ефіру —  охоронець
- 2003 — Кодекс честі —  Матвій Слухав, кілер
- 2003 — Операція «Цвіт нації» —  водій Коля
- 2004 — Конвалія срібляста 2 —  Коля, шофер Козлова
- 2004 — Ментовські війни 1: «Старший перевертень з особливо важливих справ», «Недитячі ігри» —  Роман Георгійович Шилов
- 2005 — Ад'ютанти любові —  Платон Платонович Толстой
- 2005 — Ментовські війни 2: «За тиждень до весни», «Закон джунглів», «В умовах неочевидності» —  Роман Георгійович Шилов
- 2006 — Петя Чудовий —  Петро Котельников
- 2006 — Зворотний відлік —  помічник Мартіна, таксист
- 2006 — Ментовські війни 3: «Козаки-розбійники», «Образ ворога», «Другий фронт» —  Роман Георгійович Шилов
- 2007 — Вся така раптова (серія «Кохання в стилі Рок») —  рок-музикант
- 2007 — Інша (серія «Сила бажання») —  Олексій
- 2007 — Диверсант. Кінець війни —  «Бурий», злодій в законі
- 2008 — Ментовські війни 4: «Золота стріла», «Провокатор» —  Роман Георгійович Шилов
- 2008 — Батьки і діти —  Євген Базаров, нігіліст
- 2008 — Ментовські війни. Епілог —  Роман Георгійович Шилов
- 2009 — Приватний розшук полковника у відставці (фільм «Сувенір від Парфумера») —  Шангін
- 2009 — Черчілль (фільм «Ключ від серця») —  Дмитро Сафронов, лікар
- 2009 — Повернення Синдбада —  Марія Луїс Ортега Фалькон
- 2010 — Державний захист (фільм «Матрьошка») —  телережисер
- 2010 — Сестри Корольов —  Данило Маркович, інвестор
- 2010 — Дорога моя людина —  майор Сергій Козирєв
- 2010 — Ментовські війни 5: «Інша річка», «З чистою совістю», «Лицем до лиця», «Голова Медузи» —  Роман Георгійович Шилов ' '
- 2011 — Суму-радості Надії —  Олег, бізнесмен
- 2011 — Ментовські війни 6: «Банда», «Виконавець бажань», «Честь мундира», «Російська рулетка» —  Роман Георгійович Шилов
- 2012 — Привіт від «Катюші» —  Олександр Єрмаков
- 2012 — Снайпери: Любов під прицілом —  Віктор Суботін, командир спецзагону
- 2012 — Ментовські війни 7: «Змія в траві», «Каратель», «Гонка на виживання», «Кордон зла», «Невські партизани», "Корм для акули "-  Роман Георгійович Шилов
- 2013 — Піти, щоб залишитися —  Володимир Морозов
- 2013 — Квіти зла —  Валерій Фіннера, психолог
- 2013 — Моє прізвище Шилов —  Роман Георгійович Шилов
- 2014 — Сонячний удар —  морський офіцер
- 2014 — Слід тигра —  Влад Сажин, ватажок злочинного угруповання
- 2014 — Ментовські війни 8: «Гра на чужому полі», «Великий брат», «Китайська нічия», «Остання війна» —  Роман Георгійович Шилов ' '
- 2015 — Чума —  Михайло Табаков (Тютюн)
- 2015 — Ментовські війни 9: «Перший рівень», «Невидимки в темряві», «Сафарі на мисливців», «Адвокат для генерала» —  Роман Георгійович Шилов
- 2016 — Двадцять вісім панфіловців —  червоноармієць Іван Москаленко
- 2016 — Вікінг —  Ярополк Святославич, великий князь київський
- 2016 — Золотий транзит —  Овсій Чорний
- 2016 — Ментовські війни 10: «Ляльководи», «Остаточний розрахунок», «Довірена особа», «Лабіринт» —  Роман Георгійович Шилов *  2017 — Ментовські війни 11: «Вертикаль безвладдя», «Право вбивати» —  Роман Георгійович Шилов
- 2017 — Лучик —  Гліб Давидов
- 2018 — Золота Орда —  Великий князь Володимирський Ярослав Олександрович
- 2018 — Вісім намистин на тонкій ниточці —  Матвій
- 2018 — Ментовські війни 11 (фінал серіалу): «Недоторканні», «Влада і закон» —  Роман Георгійович Шилов
- 2018 — Годунов —  Федір Романов
- 2018 — Краще, ніж люди —  Віктор Торопов, глава компанії «CRONOS»
- 2018 — Петербург. Любов, кохання. На вимогу —  Федір
- 2019 — Годунов. Продовження —  Федір Романов / патріарх Філарет
- 2019 — Союз порятунку —  Олексій Орлов
- 2020 — Рикошет —  Артем Волков (Денис Родченко), колишній кримінальний авторитет
- 2020 — Полювання на співачку —  Владислав Сергійович Гордін, підполковник МВС
- 2021 — Білий сніг —  Максимович
- 2021 — Вампіри середньої смуги —  Клим, вампір
- 2021 — Наліт 2 —  Анатолій Паврос
- 2021 — Близнюк —  Павло Руднєв & Андрій Полєтаєв
- 2021 — Ага —  Василич
- 2021 — Алібі —  Завадський
- 2021 — Агент національної безпеки 6. Повернення (у виробництві) —  Казанков
- 2021 — Вертинський (у виробництві) —  Серж
- 2021 — Метод Михайлова (у виробництві) —  Максим Михайлов, хірург
- 2021 — Місія «Аметист» (у виробництві) —  Морев
- 2021 — Товариш Майор (у виробництві) —  Робський
- 2021 — Сказ (у виробництві) —  Роман
- 2021 — Художник (у виробництві) —  Кривцов
- 2021 — Кілер (у виробництві) —  Іван
- 2021 — Союз порятунку. Час гніву (у виробництві) —  Олексій Орлов

### Режисерські роботи в кіно
- 2010 — Державний захист (телесеріал, НТВ)
- 2012 — Служу Радянському Союзу! (телефільм, НТВ)
- 2015 — Чума (спільно з Олексієм Козловим) (телесеріал, НТВ)

### Група «Ekibastuz»
У 2015 році Олександр Устюгов створив свій музичний колектив під назвою «Ekibastuz» (Екібастуз). Група виступає в жанрі «пітерський рок».

## Визнання та нагороди

### Нагороди та премії
- 2003 — премія «Московські дебюти» за роль тіні (Теодор-християн) у виставі «Тінь» Є. Л. Шварца (РАМТ)
- 2003 — премія « Чайка» у номінації «лиходій» за роль тіні (Теодор-християн) у виставі «Тінь» Є. Л. Шварца (РАМТ)
- 2004 — премія « Чайка» спільно з актрисою Іриною Низиною у номінації «Деякі люблять гарячіше» за роль Рогожина у виставі «Ідіот» (РАМТ)
- 2005 — гран-прі фестивалю «Твій шанс» за виставу « Ці вільні метелики» Л. Герша